# Indisk öppning
Ej att förväxla med indiskt försvar.
Den här artikeln använder algebraisk schacknotation för att beskriva schackdragen.
Indisk öppning är en ovanlig schacköppning som definieras av dragen:
1. e4 e5
2. d3